# カラマツ
カラマツ（唐松・落葉松、学名: Larix kaempferi）は、マツ科カラマツ属の落葉針葉樹。日本の固有種。日本産針葉樹の中では、唯一の落葉樹である。その、唯一の落葉樹であることから「落葉松（ラクヨウショウ）」と書くこともある。北海道や長野県、東北地方では、カラマツによる大規模な造林も行われた。若い材は、ねじれが生じるため用途が限られる傾向にあったが、強度が強く、建材用としてスギ材と張り合わせたハイブリッド集成材が有望視されている。唐絵（中国の絵画）のマツに似ていることが名前の由来である。別名、フジマツ。 

## 分布
日本特産種で本州、宮城県の蔵王山（北限）から石川県・岐阜県の白山（西限）、静岡県（南限）にかけて自然分布する。日本のほぼ中央部に分布の中心を持ち、多くは火山性土壌の山地に生える。北海道で見られる大面積のカラマツ林は、人工的に植えられたもので、1960年ごろには毎年3万ヘクタール (ha) の造林が行われた。
天然分布地は限られ、天然林は長野県内を中心に浅間山、草津白根山、八ヶ岳、甲武信ヶ岳などの各山々の周辺、また飛騨山脈、木曽山脈、赤石山脈などの日本アルプス周辺などで見つかっている。長野県から離れたところでは栃木県の奥日光周辺、富士山周辺でも確認されている。また、遠く離れた宮城県・山形県境の蔵王の馬ノ神岳でもごく少数の集団が見つかっている。このような分布を示すのは元々ユーラシア大陸東部に分布していたカラマツ属が氷河期の海面低下時に日本列島に分布を広げたが、温暖化と共に分布を狭め山岳地帯に取り残されたという高山植物のような説が取られることが多い。遺伝子は長野県などの主要産地のものが多様性が高く、隔離分布する蔵王のものは多様性が低いほか、産地間による形質の差も見られるという。特に蔵王の個体群については、葉の色がやや濃色であることや球果の種鱗数が少ないといった形態的特徴から、かつては東北地方、北海道にも分布していた同属のグイマツ(Larix gmelinii)に近いのではとする意見もあった。東北地方でもグイマツの化石はしばしば見つかることから遺存種かと注目されたが、遺伝子解析の結果では否定されカラマツの変種レベルの差異に留まるという。

## 形態
落葉針葉樹の高木。樹高は20 - 30メートル (m) 、胸高直径1 m程度に達する。樹形は環境によって左右されるが、一般にクリスマスツリー状からやや細長い円錐形で、整った樹冠を形成する。標高が高い場所になると、しばしば矮小な木がねじ曲がった樹形となり、風の強い海岸地では風衝形を呈したものが見られる。枝は輪生し、同じ高さから四方八方に伸ばす。樹皮は暗褐色で赤みを帯びることがあり、うろこ状に薄く裂けて剥がれる。

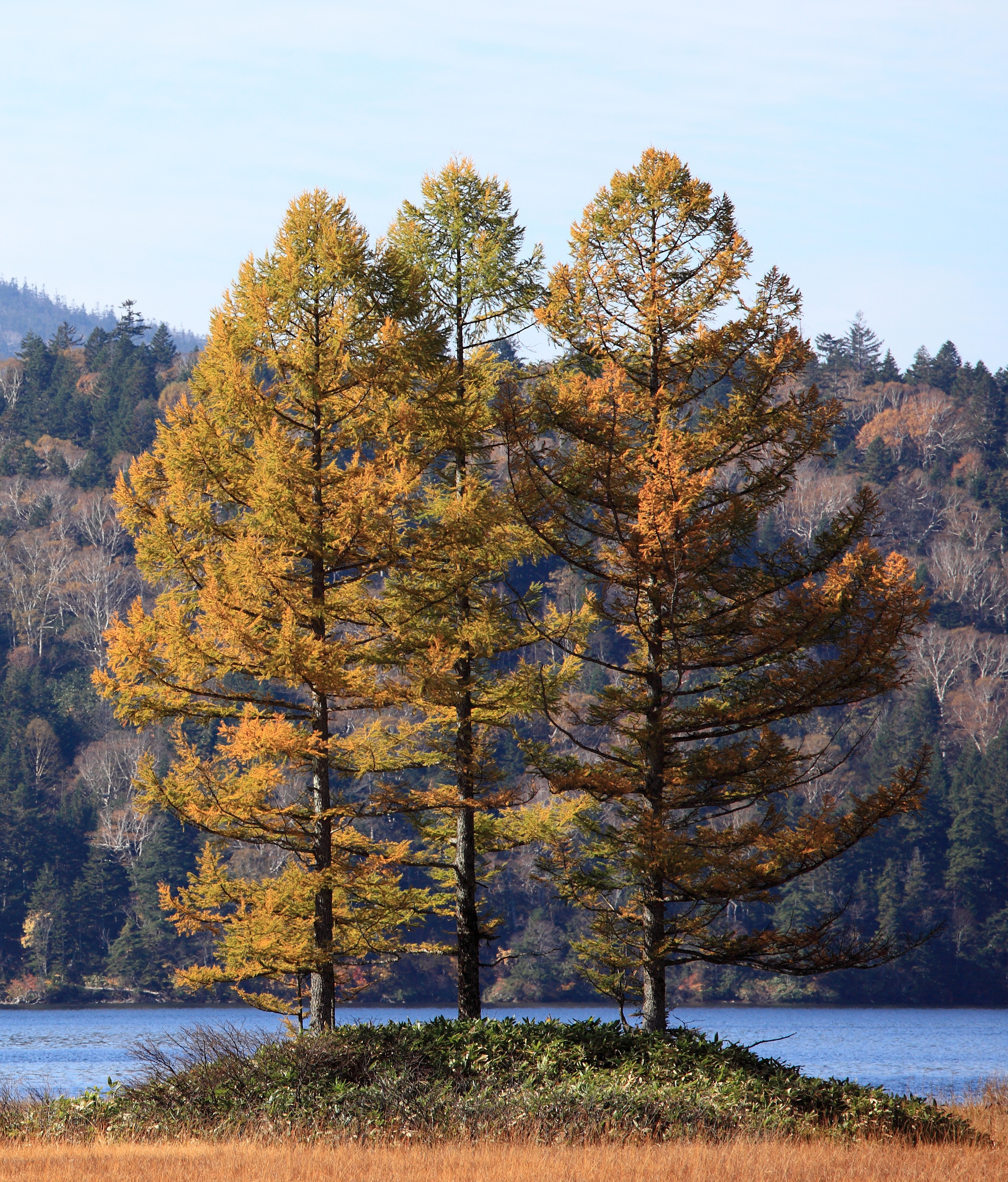
円錐形の樹形と同一の高さから枝を伸ばす輪生
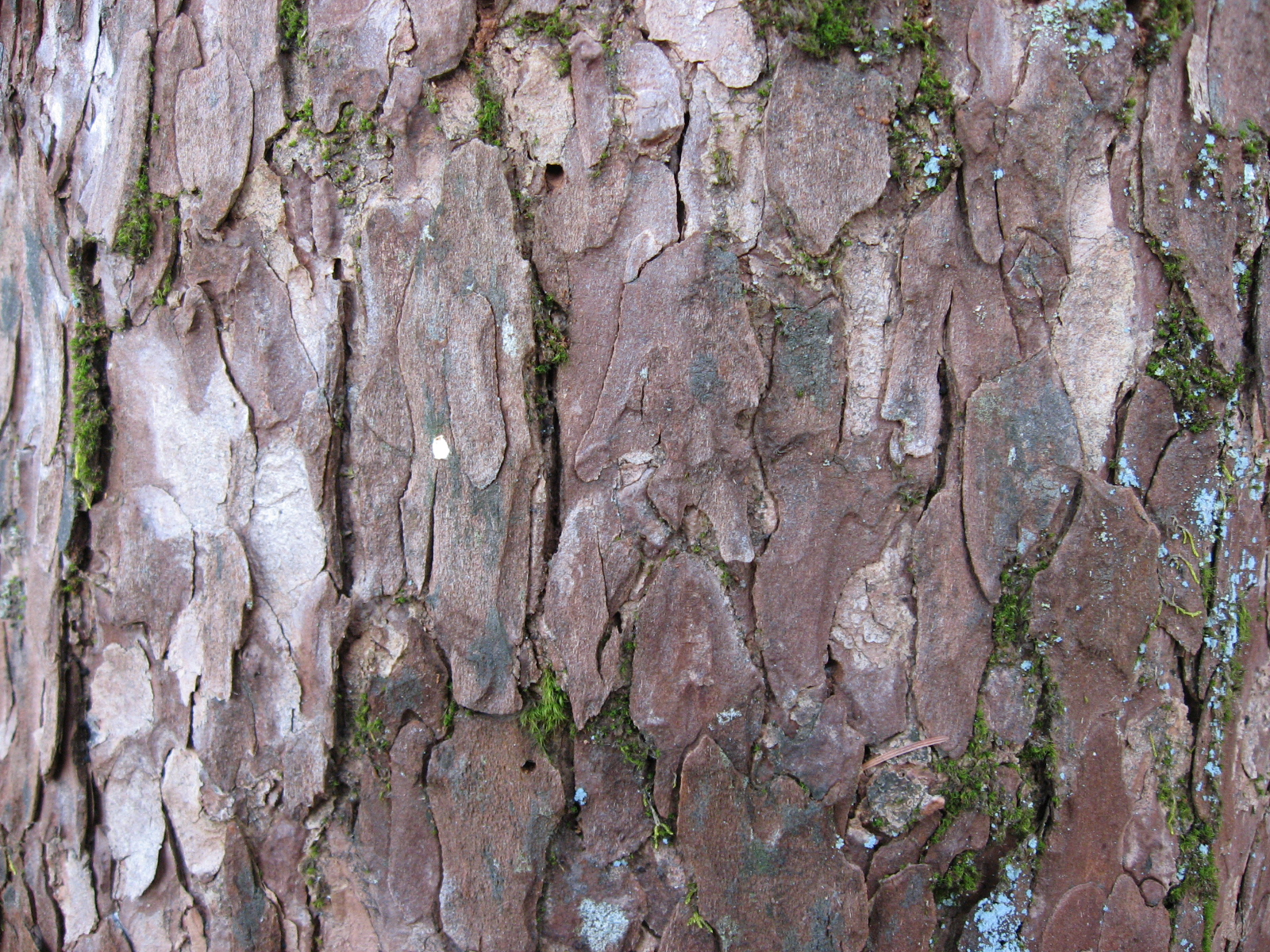
樹皮は薄く剥がれる

枝は同じマツ科のマツ属（Pinus）及びヒマラヤスギ属（Cedrus）などと同じく、長枝と短枝の2種類を持つ（枝の二形性などという）。長枝は一般に枝として認識されているものであり、短枝は葉の付け根にある数ミリメートル (mm) のごく短い枝である。
葉は針状で長さ20 - 40 mm、長枝から分岐した短枝の先端に多数（20枚 - 40枚程度）が束生するのを基本とし、若い長枝に限り直接葉を単生する。この点が若い枝でも短枝にしか葉を付けないマツ属と異なっている。葉の付き方は同じマツ科のモミ属やヒノキ科のスギなどと比べて粗雑な印象を受ける個体が多い。葉は針状で、長さは20 - 40 mm。春の芽吹きや、秋の黄葉が美しいと評されている。秋が深まるにつれて、葉は黄色からくすんだ黄土色へと濃くなり、紅葉が進んだ葉は脱落しやすくなる。

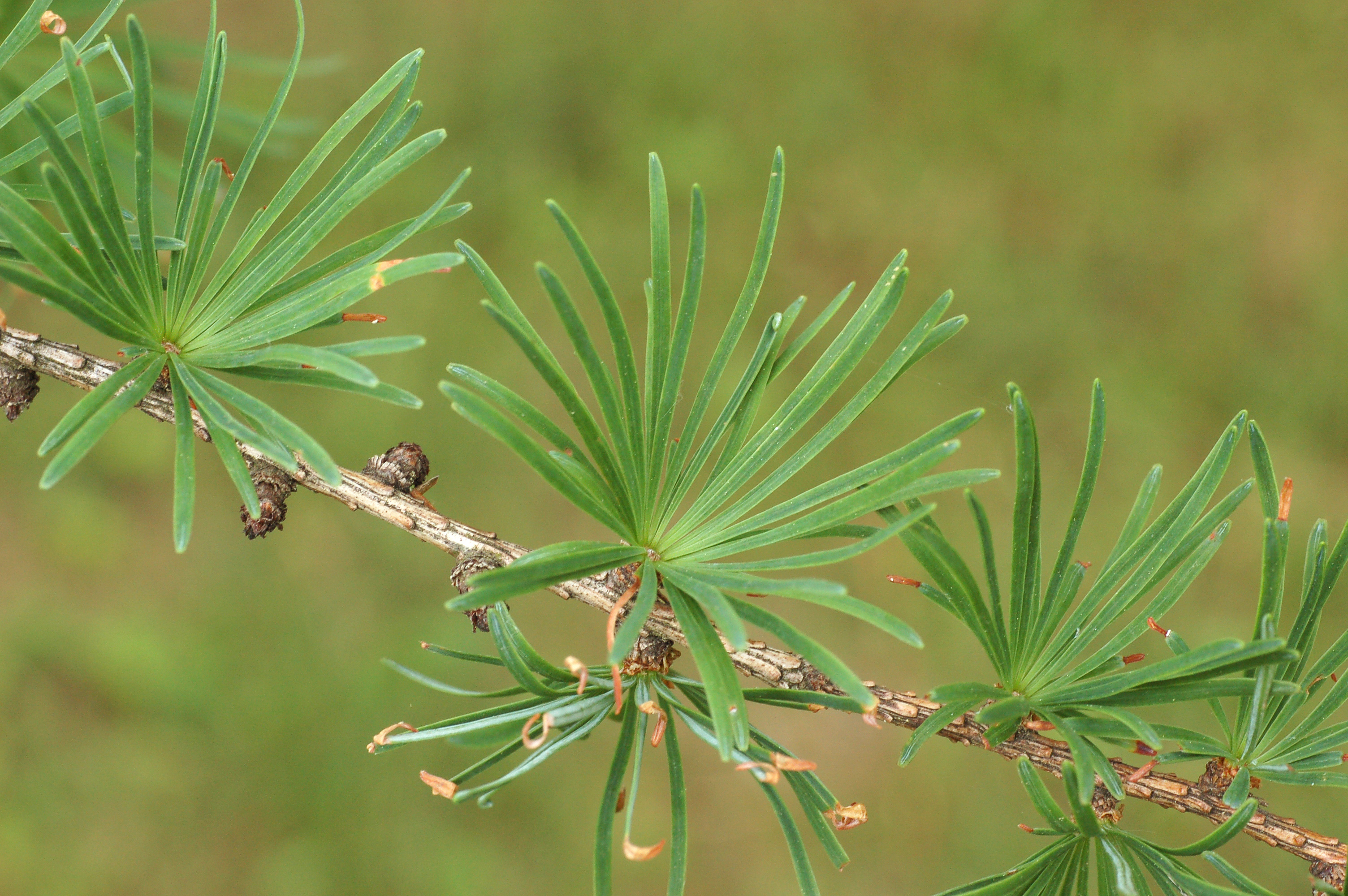
短枝状に束生する葉
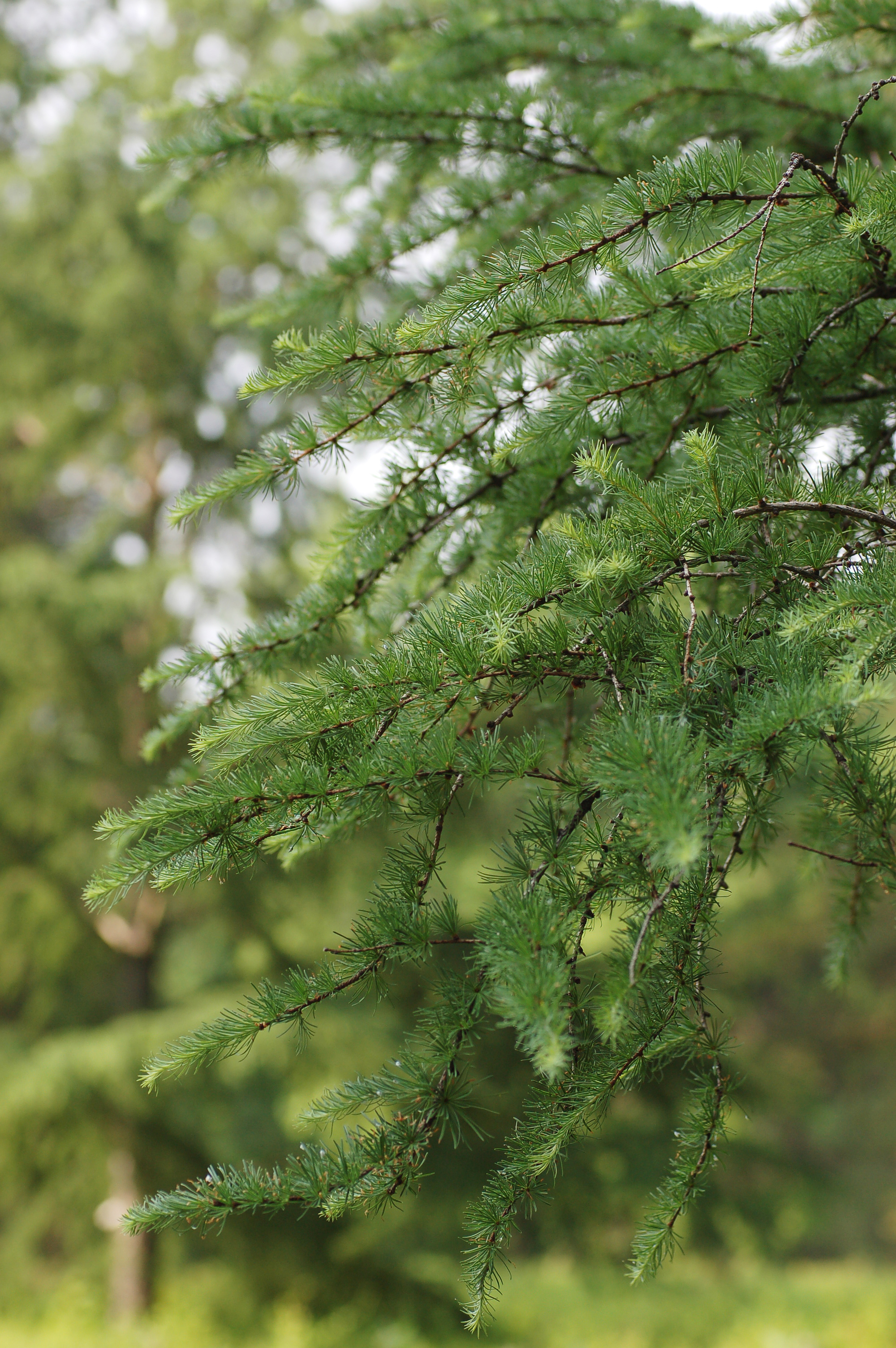
枝先の若い長枝に限り長枝にも葉を付ける

花期は5月。雌雄同株で同じ株の中に、雄花と雌花の2種類の花を付ける。新葉が展開するとともに、雌花は薄紅色で上向きに、雄花は黄色で下向きに咲く。風媒花で、雄花の花粉は風にのって飛散されて、雌花が受粉すると数か月で熟す。
果期は9 - 10月。果実は球果で長さ20 - 35 mm、マツ属のものとよく似ており、多数の鱗片状の構造から成る。マツ属の球果の鱗片には肥大部分（英:umbo）があり突起状に発達するのに対し、カラマツを含むカラマツ属の球果は発達せずに平滑である。種子は翼を持つ。球果は種子を飛ばした後も枝に残り、よく枝ごと落ちている。落葉後は、樹下一面に細い葉が降り積もる。
冬の間は落葉した姿となり、雄花と雌花の冬芽はともに短枝につき、半球形で薄い芽鱗に包まれている。短枝には多数の葉が束生することから、短枝の冬芽は多数の菱形の葉痕に囲まれていて、冬越しに応じた数の葉痕が段になって重なる。冬の長枝の先端部の表面にある縦筋は葉枕で、その先には葉痕がある。葉痕には維管束痕が1個つく。

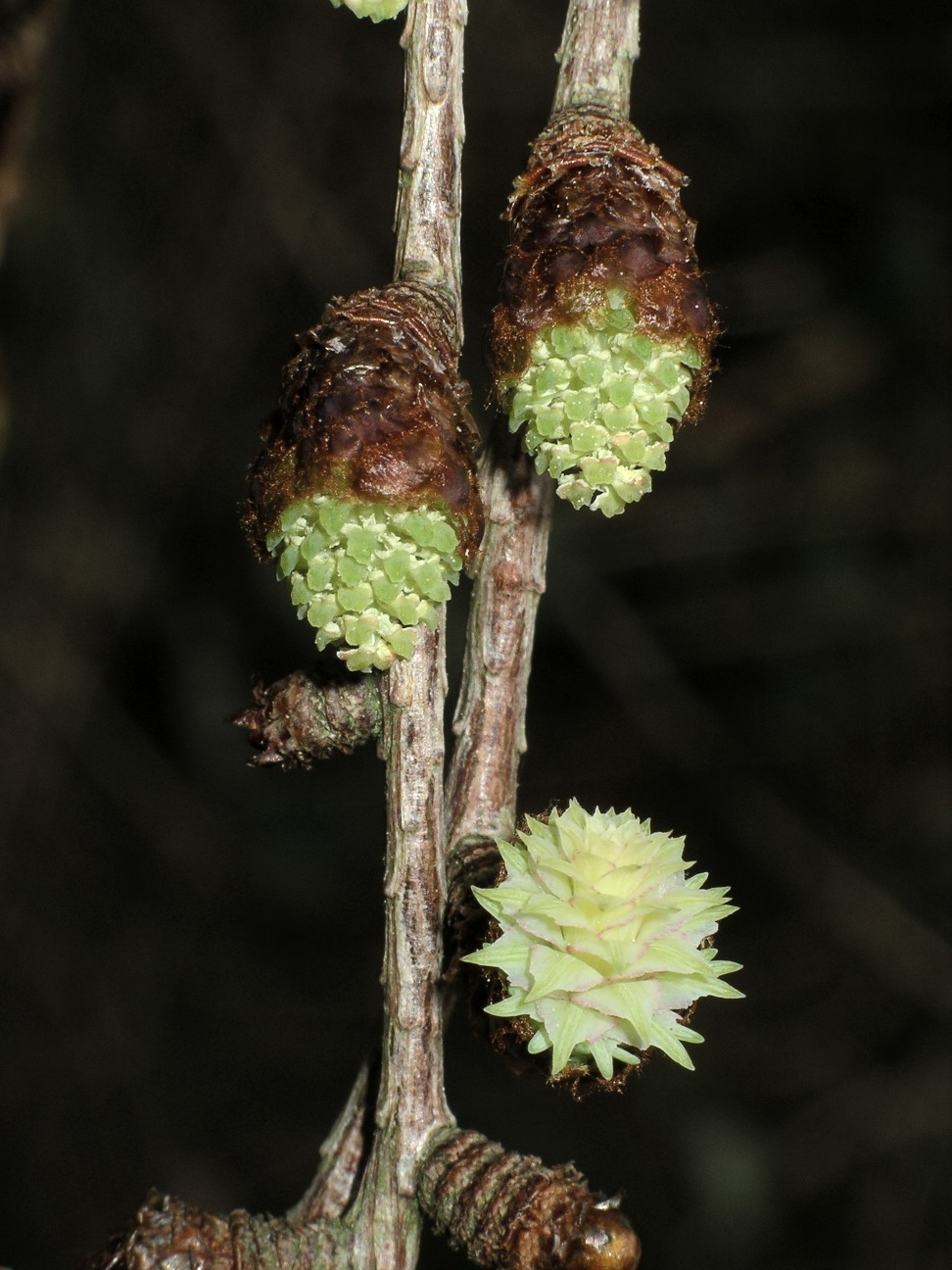
雄花（上2つ）と雌花
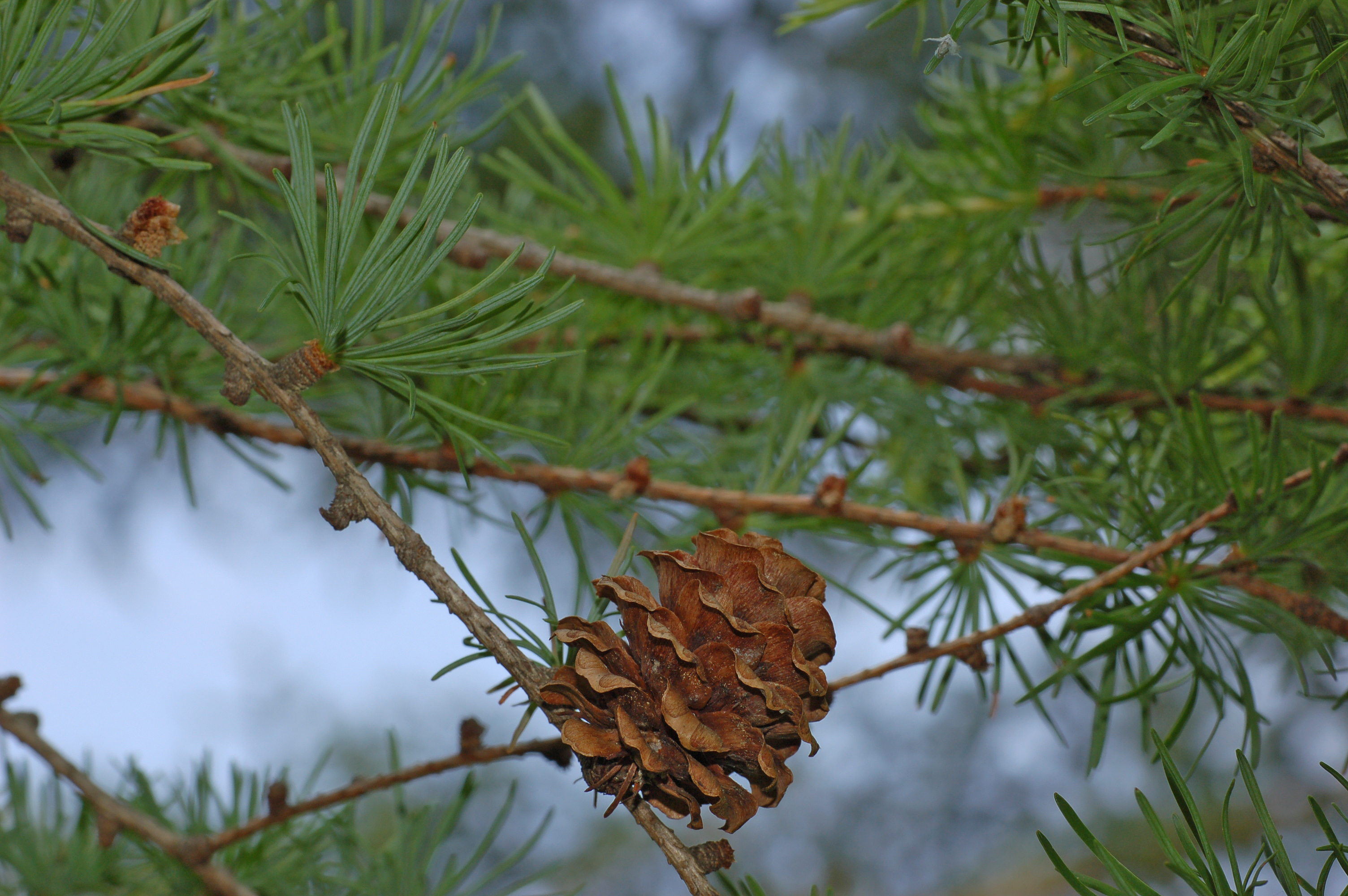
球果と葉
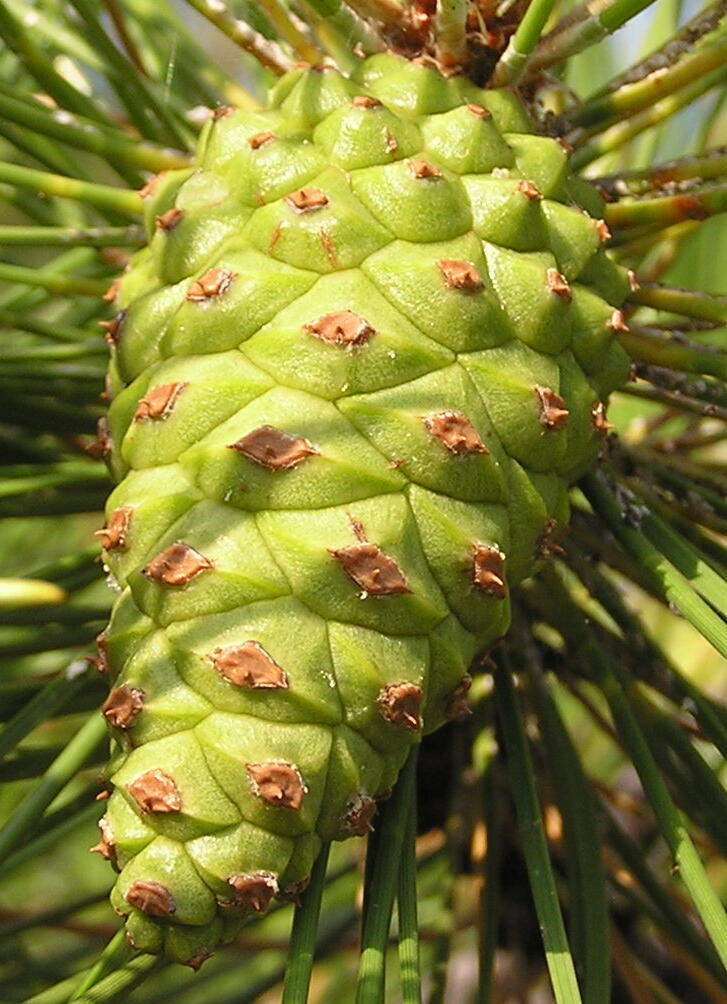
参考：マツ属の球果。鱗片の茶色い部分を頂点に突起が発達する。

## 生態
カラマツは常緑のものが多いマツ科針葉樹では珍しく落葉樹であり、秋には葉が黄葉する。これは日本産の針葉樹では唯一であり、他に著名な落葉樹であるメタセコイア（Metasequoia glyptostroboides、ヒノキ科）は中国原産、ラクウショウ（Taxodium distichum、ヒノキ科）はアメリカ原産である。
カラマツは多くが一斉林をつくって群生しており、遷移の上では先駆樹種として現れることが多い。しかし、分布地によっては極相とみられる場合もあり、日当たりを好む陽樹という性質から、山火事跡地などにも群落を形成する典型的な樹種でもある。
日本の高山地帯においてはマツ科マツ属のハイマツ（Pinus pumila）やマツ科モミ属のシラビソ、オオシラビソなどが優先していることが多いが、例外的に富士山においてはハイマツではなく、カラマツがハイマツ状の低木となって森林限界付近に分布するという特異な状況で知られる。このような状況になるのはハイマツが分布しないことに加え、森林限界以降の領域で発生した雪崩や落石により成長途上の個体や群落が被害を受け十分に成長できないことで低木化するのではという見方がある 。富士山において荒廃地にカラマツ林が成林するためにはイタドリがあるのが好ましく 、さらに成立したカラマツ林の林床でダケカンバなどが生育することで遷移が進んでいくと考えられている。ただし、カラマツとカバノキ属（Betula）との混交についてはほとんど見られず、極相種であるモミ属（Abies）が混交するという浅間山での報告のほか、遷移ではなく地形的な条件による住み分けであるとする奥日光の湿原地帯における報告もあり場所によって異なる。
カラマツおよびカラマツ属では他のマツ科針葉樹と同じく、菌類と樹木の根が共生して菌根を形成している。樹木にとっては菌根を形成することによって菌類が作り出す有機酸や抗生物質による栄養分の吸収促進や病原微生物の駆除等の利点があり、菌類にとっては樹木の光合成で合成された産物の一部を分けてもらうことができるという相利共生の関係があると考えられている。菌類の子実体は人間がキノコとして認識できる大きさに育つものが多く、中には食用にできるものもある。土壌中には菌根から菌糸を通して、同種他個体や他種植物に繋がる広大なネットワークが存在すると考えられている。
カラマツは葉を比較的まばらに付けるため、カラマツを主体とする林内は明るい。カラマツ林ではしばしば落ち葉が厚く堆積して、その落葉の分解速度は広葉樹林と比べても遅く、しばしば土壌を酸性に導くことも問題となる。林内が明るいものの、厚い葉の堆積によって林床の植生の発達が悪いことがしばしばみられることから、カラマツには何らかのアレロパシーがあると見られている。フェノール類に着目した研究では降雨時のカラマツ樹幹を流れるフェノール類はアレロパシーを起こすのに十分な濃度だという報告がある。
シベリアにおける近縁種グイマツの例では、永久凍土によって根を伸ばせるのは地中20cm程度まで、春先の融雪による過湿、夏場及び冬場の乾燥、低温によるアルカリ性の土壌などの厳しい条件のもと、直径数cmのグイマツが1ha辺り1万本もの高密度で生えているという林分があるという。なお、カラマツはグイマツに比べて過湿には弱いという。

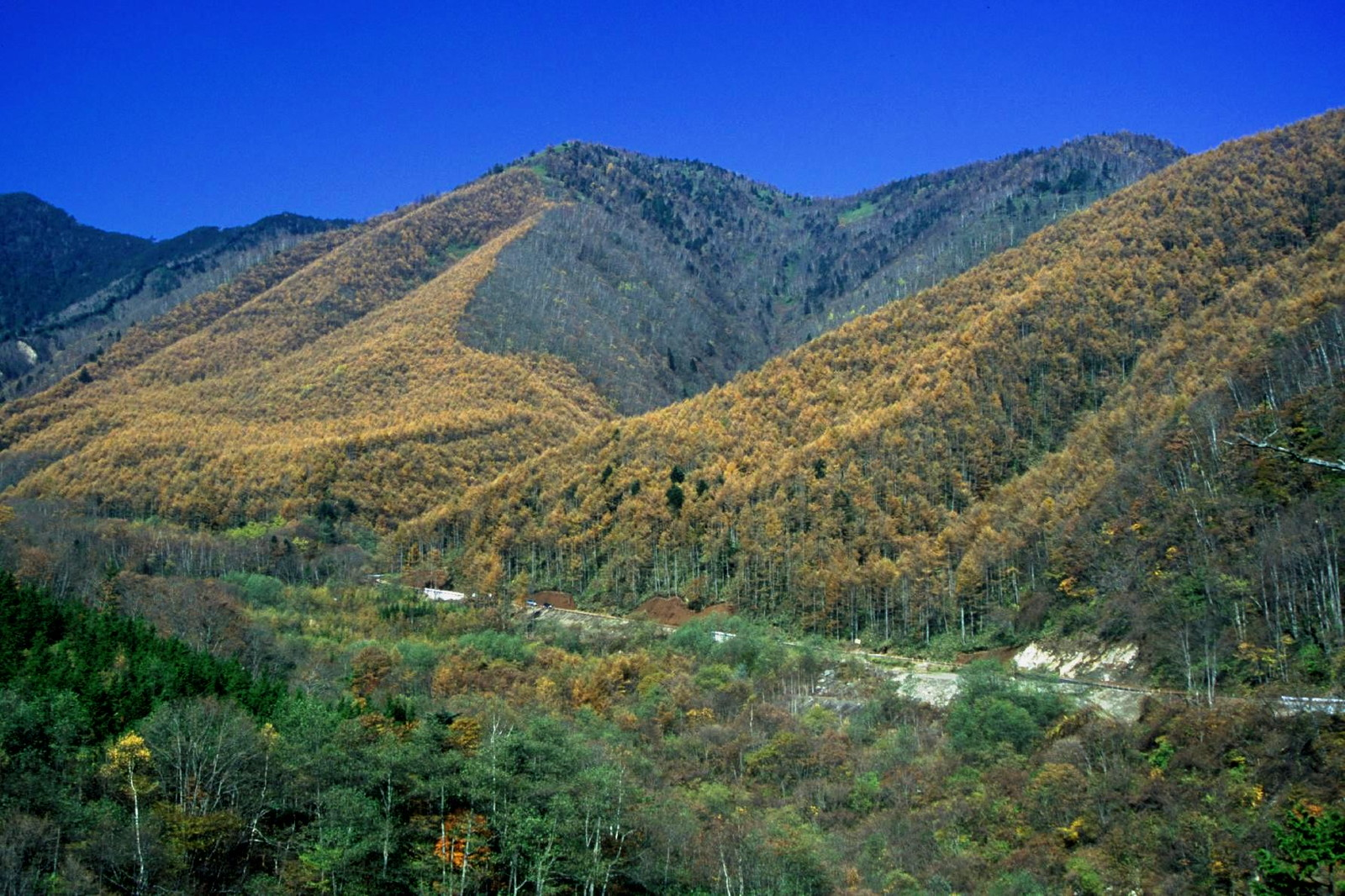
黄葉するカラマツ林（長野県常念岳）
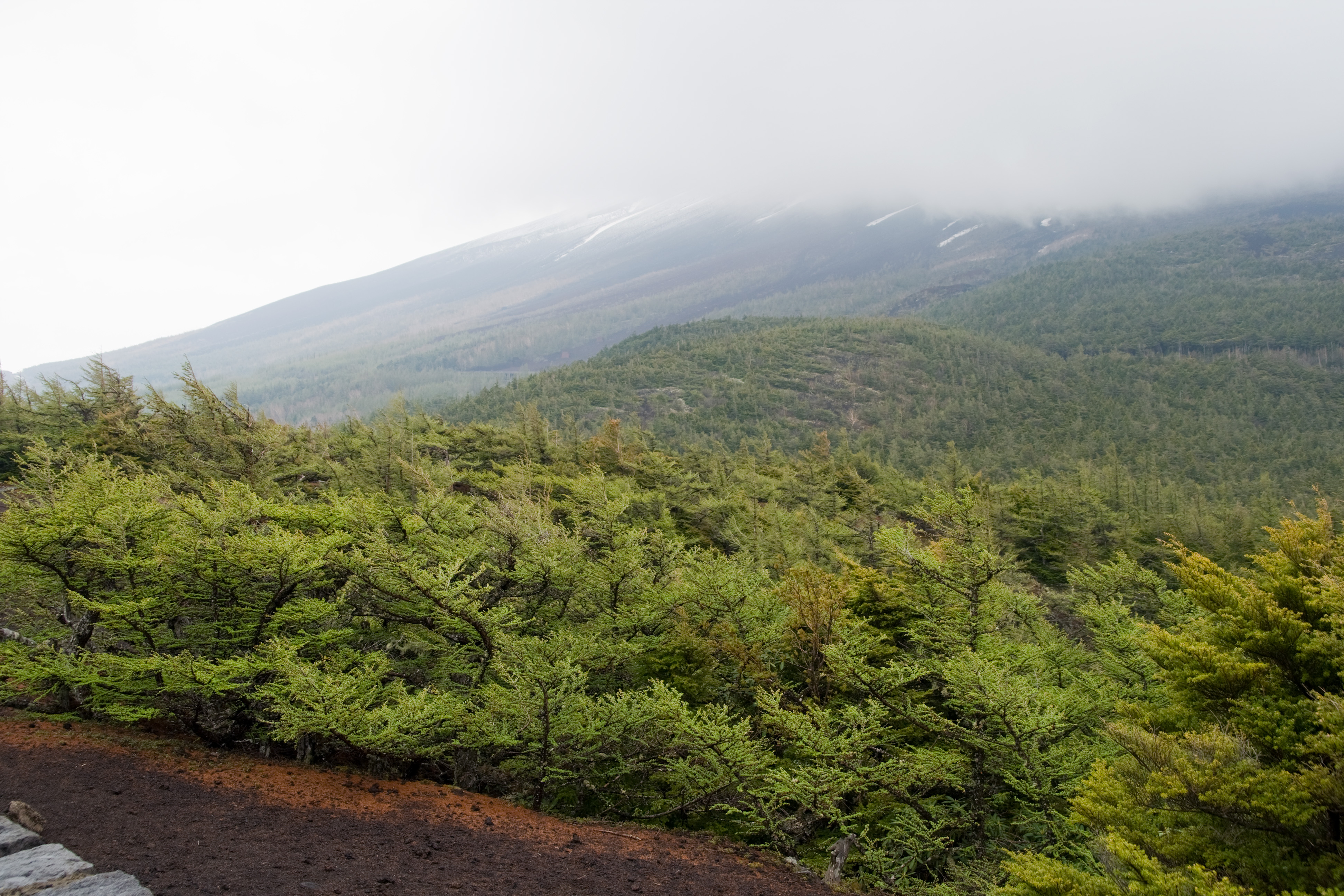
低木化した富士山のカラマツ（山梨県）
菌根によるネットワークの模式図
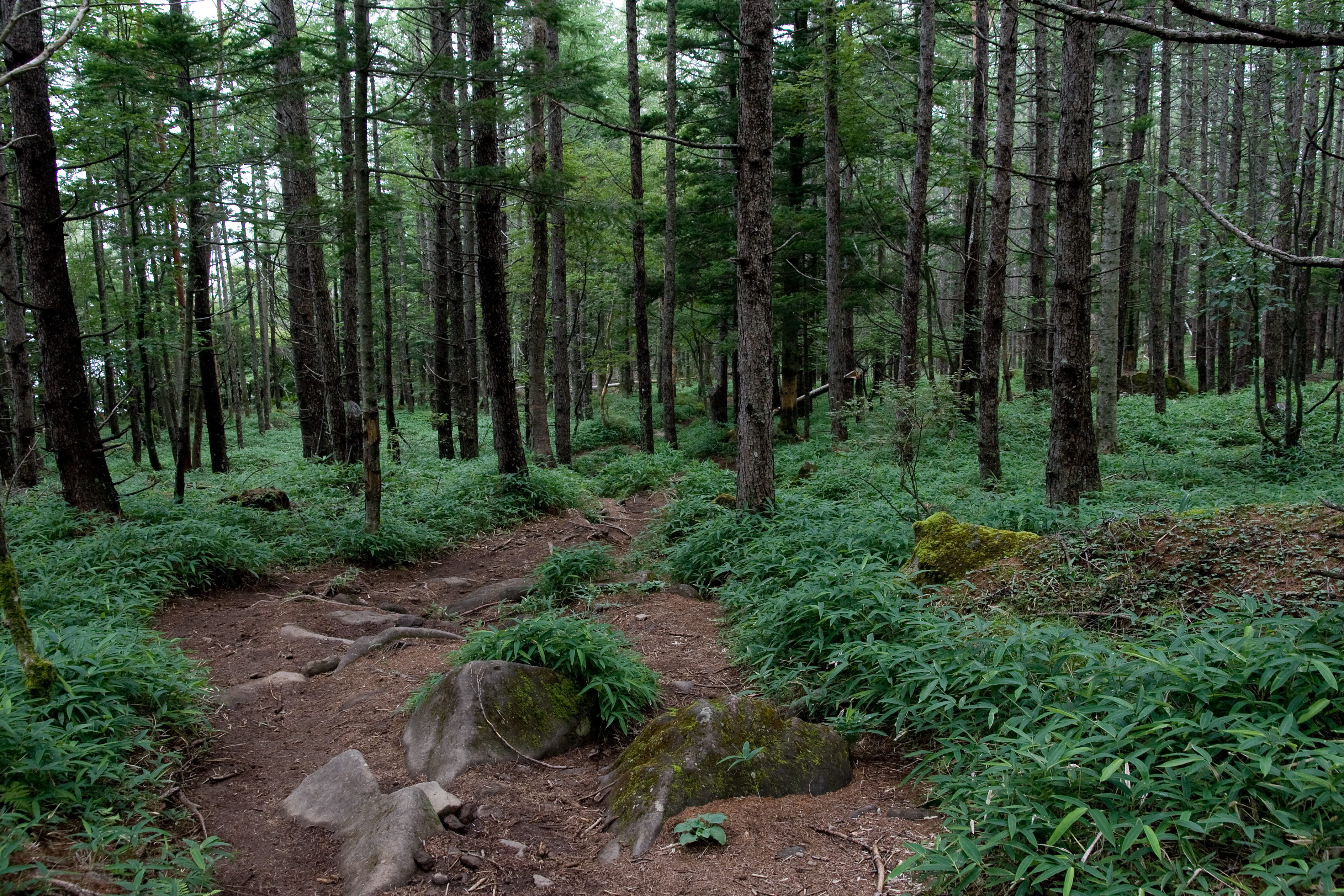
カラマツとモミ類との混交林（八ヶ岳）
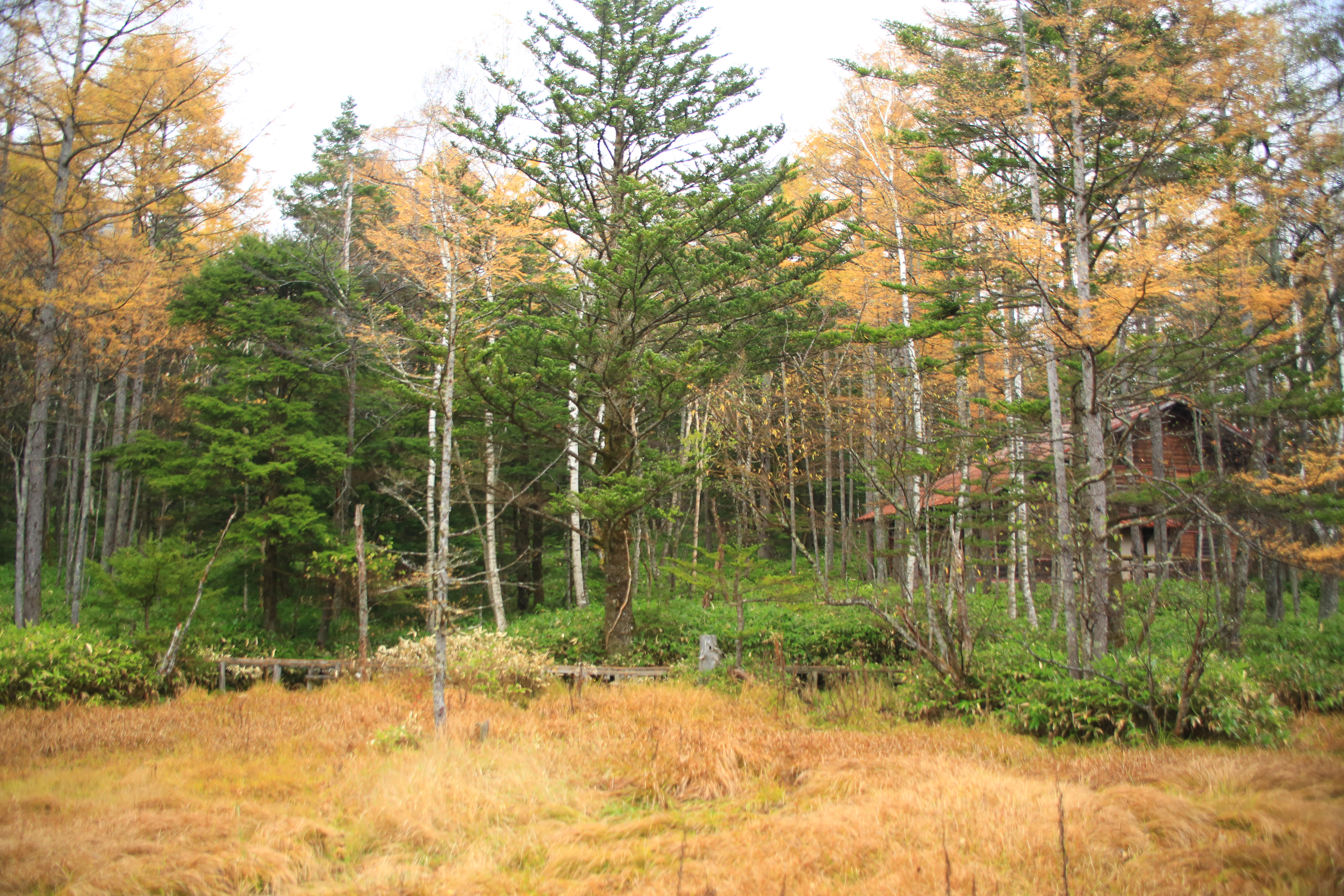
モミ属やシラカンバと混交し林床にササが生える林分（上高地）

## 人間との関係
公園樹、防風林のほか、パルプ原料、盆栽など、多方面に利用される。
日本においてカラマツはヒノキ科のヒノキ（Chamaecyparis obtusa）、マツ科マツ属のアカマツ（Pins densiflora）と並び、斜面上部や尾根沿いに造林するときに植栽候補となりやすい樹種の一つである。ヒノキは高級木材として知られるが、寒冷地では漏脂病にかかりやすく高品質の木材を生産することが難しいうえに成長も比較的遅い。アカマツは寒冷地にも比較的強く、生長がはやいが樹形が暴れやすい。また、国内で流行している致死性の伝染病であるマツ材線虫病
（pine wilt）に弱いという欠点がある。これに対しカラマツは寒冷地に強く、樹形が安定し製材時の歩留まりがよく、成長も速いなどの各種利点があることから、東北や北海道といった高緯度地域、原産地でもあり標高の高い高原地帯が多い長野県などを中心に盛んに造林されてきた。その他、盆栽の材料としても広く利用される。

### 木材
カラマツを含むカラマツ属（Larix）の木材はマツ科針葉樹内ではマツ属（Pinus）と並び強度の高い木材であるとされるが、樹脂（いわゆる松脂）の多さや樹幹が捻じれながら成長し、木材に独特の螺旋模様が現れる旋回木理という現象が現れやすいことで知られる。このため乾燥時に狂いや捻じれが生じやすく、明治から昭和にかけての大規模造林時代には、無垢の柱として使える鉱山の坑道を支える坑木や電柱としての使用が主な用途として想定されていたという。
材は硬く丈夫であるが、螺旋状に繊維が育つため乾燥後に割れや狂いが出やすく、板材としては使いにくい材料である が、乾燥材や高齢木では問題が少ないとされる。強度の弱いスギ材を、強度が強いカラマツ材で挟んで作るハイブリッド集成材が有望視され、現在は構造用合板や単板積層材（LVL）に加工され、木造建築で幅広く用いられている。電柱、枕木、橋梁、木杭などの土木素材として使われる他、建築材、船舶材、バルブ原木の材料としても用いられている。大口径木ではログハウス用の良好な建築材となる。
尾瀬では遊歩道の木道に用いられている。
2010年代に入り、北海道立総合研究機構森林研究本部林産試験場が新たに開発した「コアドライ」と呼ばれる乾燥技術を用いることにより、従来問題とされていた乾燥後の割れ・狂い等を大幅に減少させることができるようになり、従来不向きとされていた建築用構造材への適用が有望視されるようになっている。2018年竣工の当麻町役場新庁舎では、「コアドライ」を用いたカラマツ材を構造材として全面的に採用している。
全国的にも、2020年東京オリンピック会場である国立競技場の大屋根に使用され、用途が拡大しつつある。

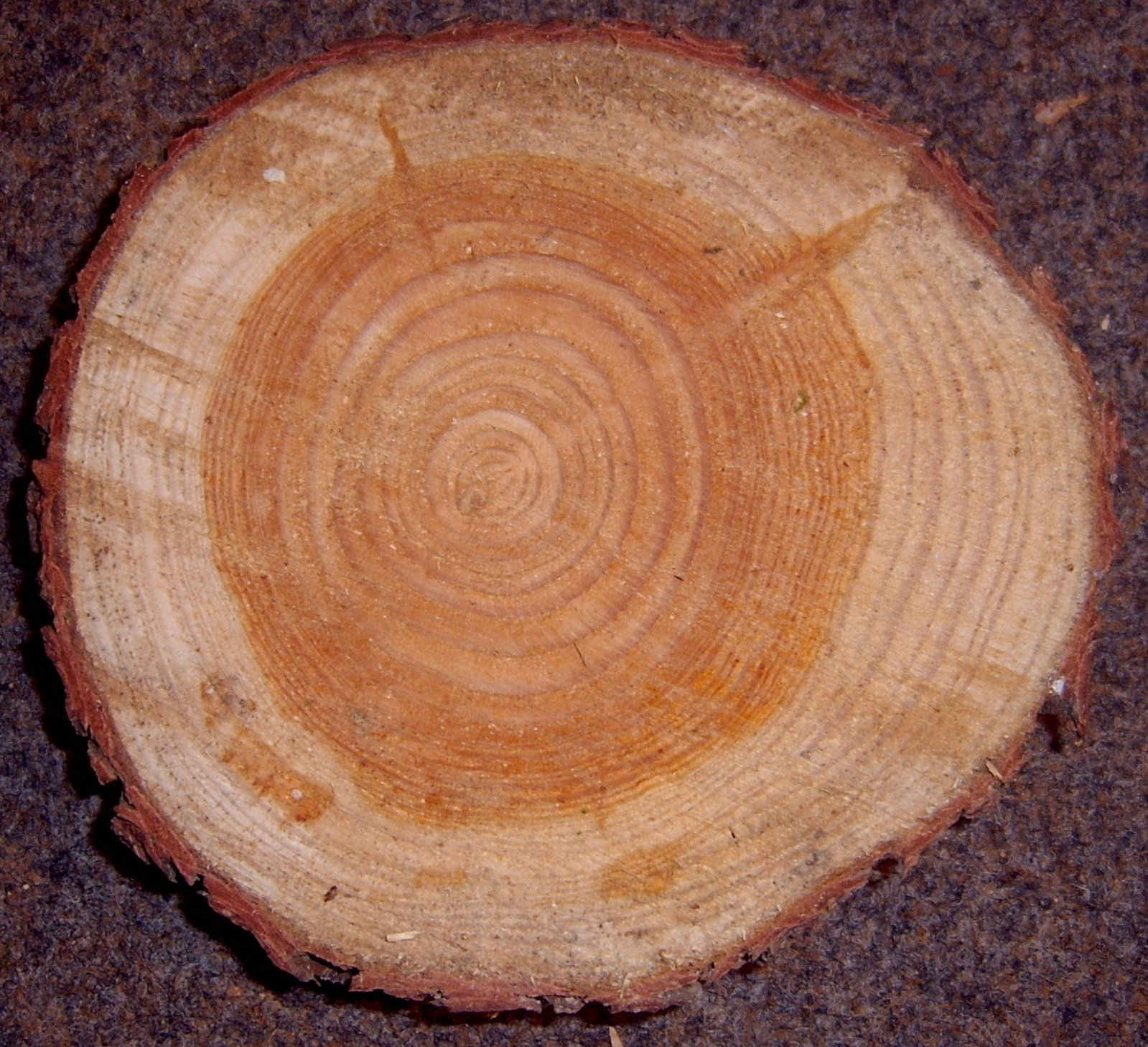
近縁種Larix deciduaの木材。心材と辺材の区別が明瞭
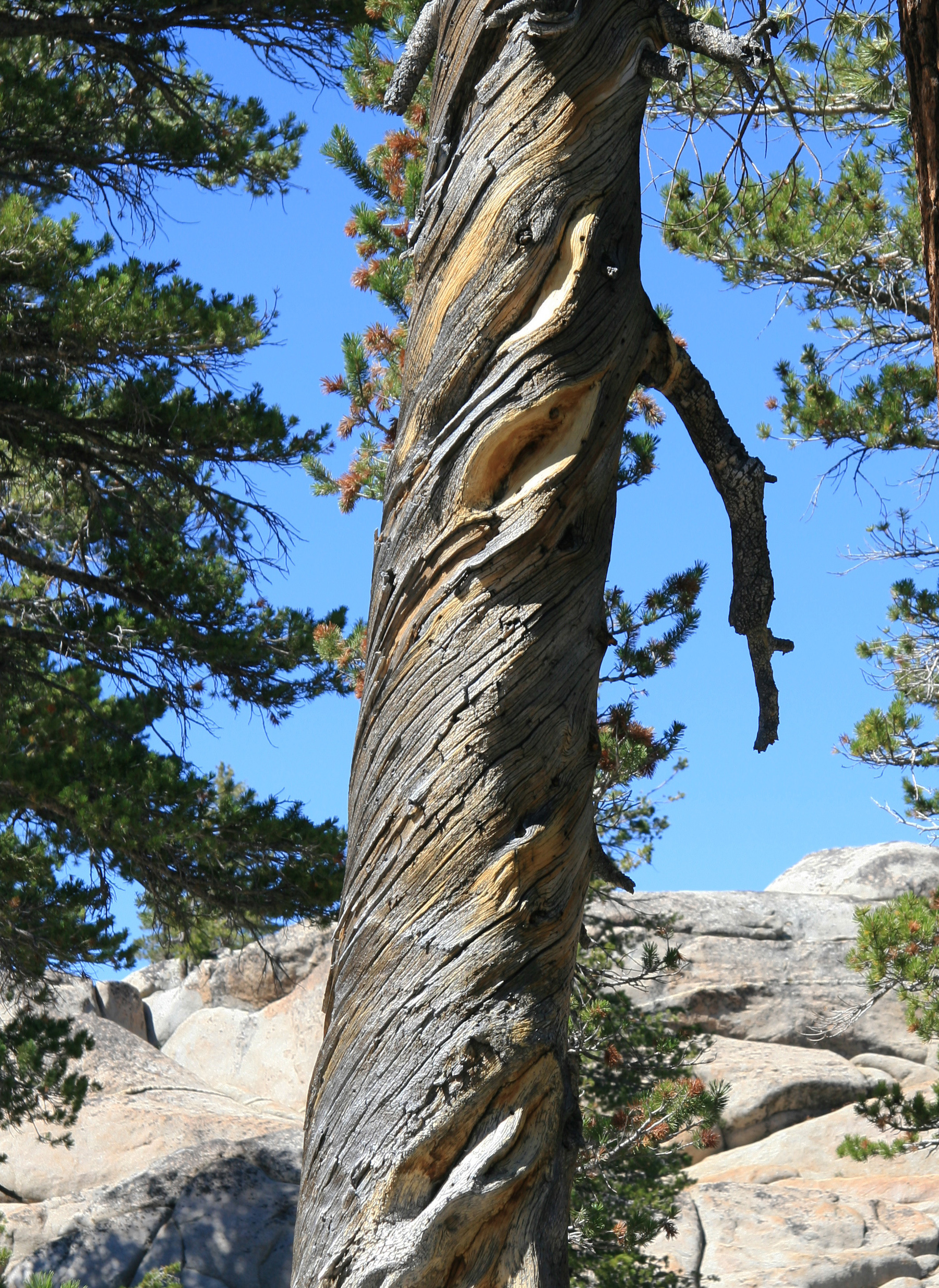
参考：樹幹に捻じれ（旋回木理）が生じたマツの一種コントルタマツ（Pinus contorta）
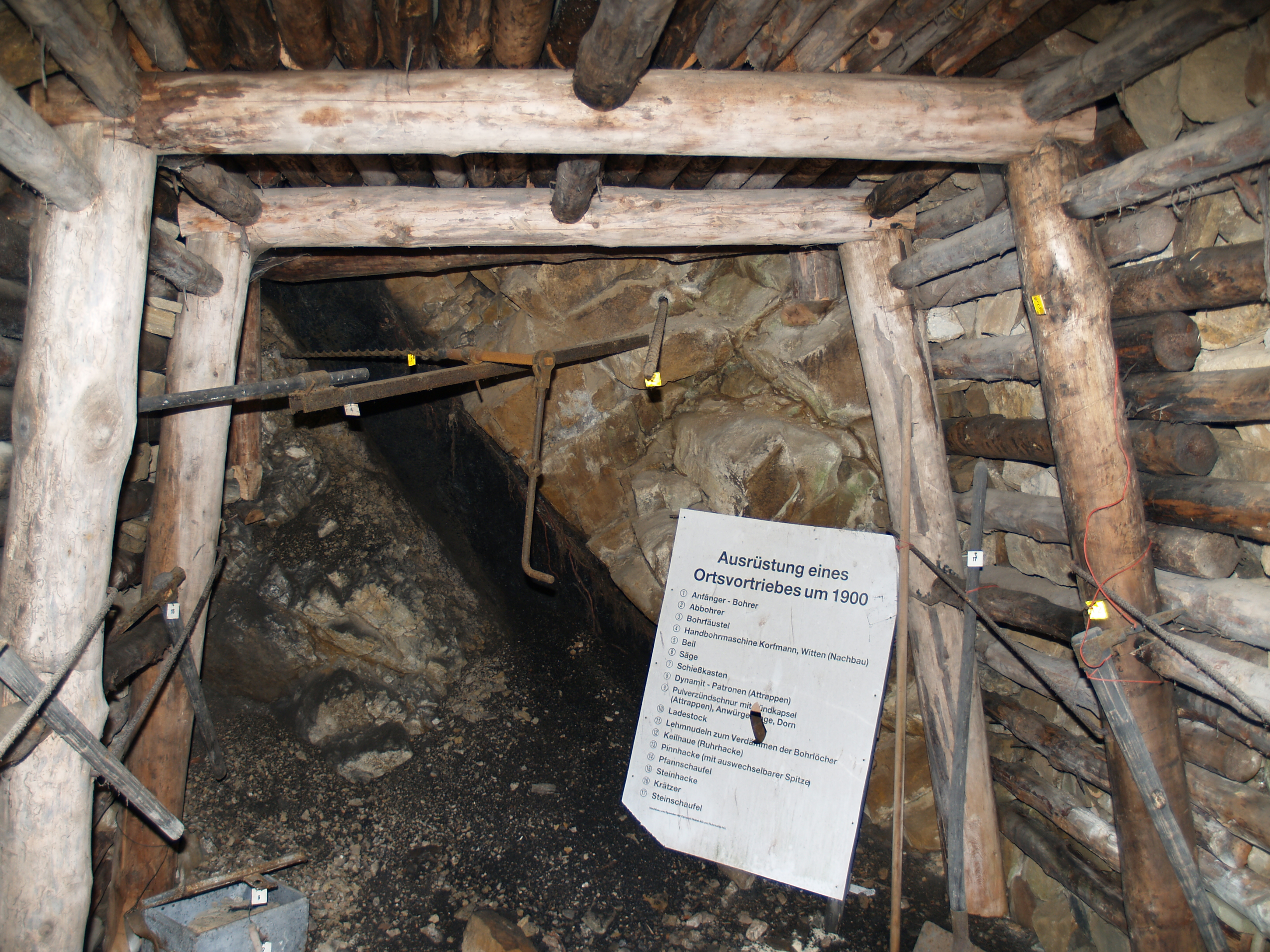
参考：坑道を支える坑木
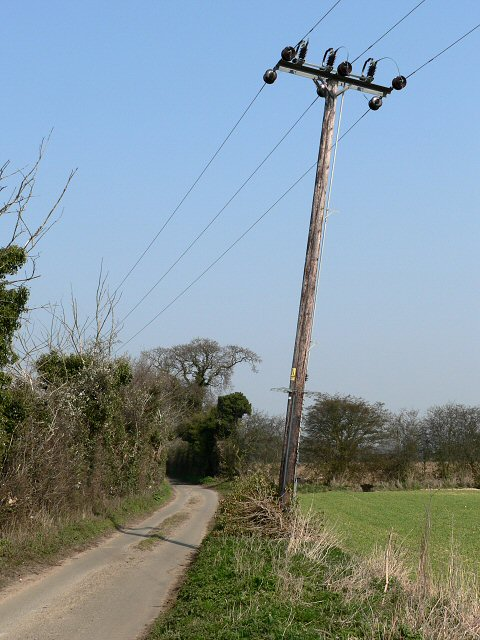
参考：木製の電柱

### 造林
カラマツは生長が早く、森林を造林する際に用いる樹木として重要な種であるとされていた時代があり、生育条件から気候や土壌があっている各地で、大規模な造林が行われた。
北海道では、明治30年代（1897年～）から本格的なカラマツの造林が始まった。折しも当時の北海道は、大規模な山火事が各所で頻発。1906年（明治39年）から1915年（大正4年）の10年間だけでも約48万haが焼失 しており、育苗が簡単で成長が速いカラマツの特徴が認められ、被災跡地や無立木地に一斉造林が盛んに行われた。1923年（大正12年）の例では、全道で約1万haの植栽が行われたが、そのほとんどはカラマツであった。こうしたカラマツの造林は、特に1950年代を中心に盛んにおこなわれ、第二次世界大戦後の中断を挟んで昭和30年代後半まで、年間2 - 4万haの規模で行われている。1960年代以降（昭和30年代後半以降）にはエネルギー利用の変化から薪炭需要に陰りが見えると、雑木中心の薪炭林などを皆伐して用材向けのカラマツへ樹種転換する拡大造林も行われた。
また、長野県でも根づきやすく成長が速いことから戦後大規模な植林が行われ、造林面積の約50%がカラマツ林となった。このように各地で造林に用いられたため、場所によってはその地域のカラマツが自生していたものであるのかが不明である場合もある。
大規模造林は、材が炭鉱の杭木、建築用足場の丸太材の用途で大量消費されることが期待されてのことにもよるが、戦後のカラマツ需要は、鉄パイプの普及や炭鉱の不況などによってその目論がはずれ、パルプ用にも難点があって、林業の不況も相まって、手入れも不十分のまま放置されているに至った林も少なくない。

### 食料・薬用
カラマツを直接食べるという方法は知られていないが、カラマツと菌根を形成し栄養をやり取りするキノコを食べるということは間接的にカラマツを食べているともいえ、カラマツ林はこれらの菌根性キノコを栽培する場所ともいえる。
カラマツの造林面積が多い長野県や東北・北海道地方や欧米では特にハナイグチ（Suillus grevillei、ヌメリイグチ科古くはイグチ科）という茶褐色のキノコが、8 - 11月ごろに生えることで有名である。この種はほかのキノコと見分けやすく紛らわしい有毒種が知られていないこと、まとまった収量が見込めること、味が良いことなどが人々に評価されており、国内ではジコボウ・リコボウ・ラクヨウ・落葉茸などの多彩な方言名で親しまれている。ほかにシロヌメリイグチ（Suillus viscidus、ヌメリイグチ科）などもカラマツ林に生える食用種として知られる。

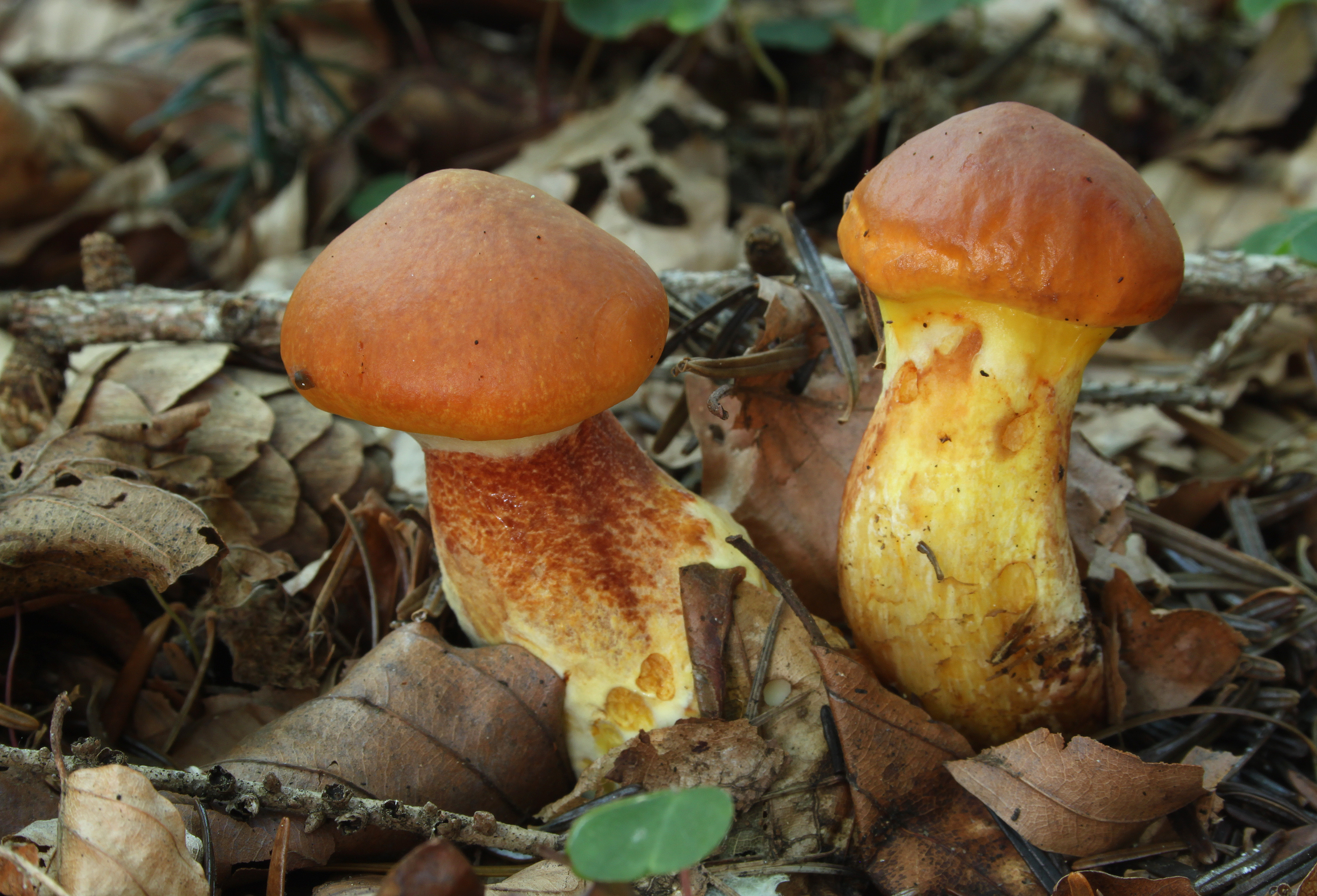
カラマツと菌根を形成するハナイグチ
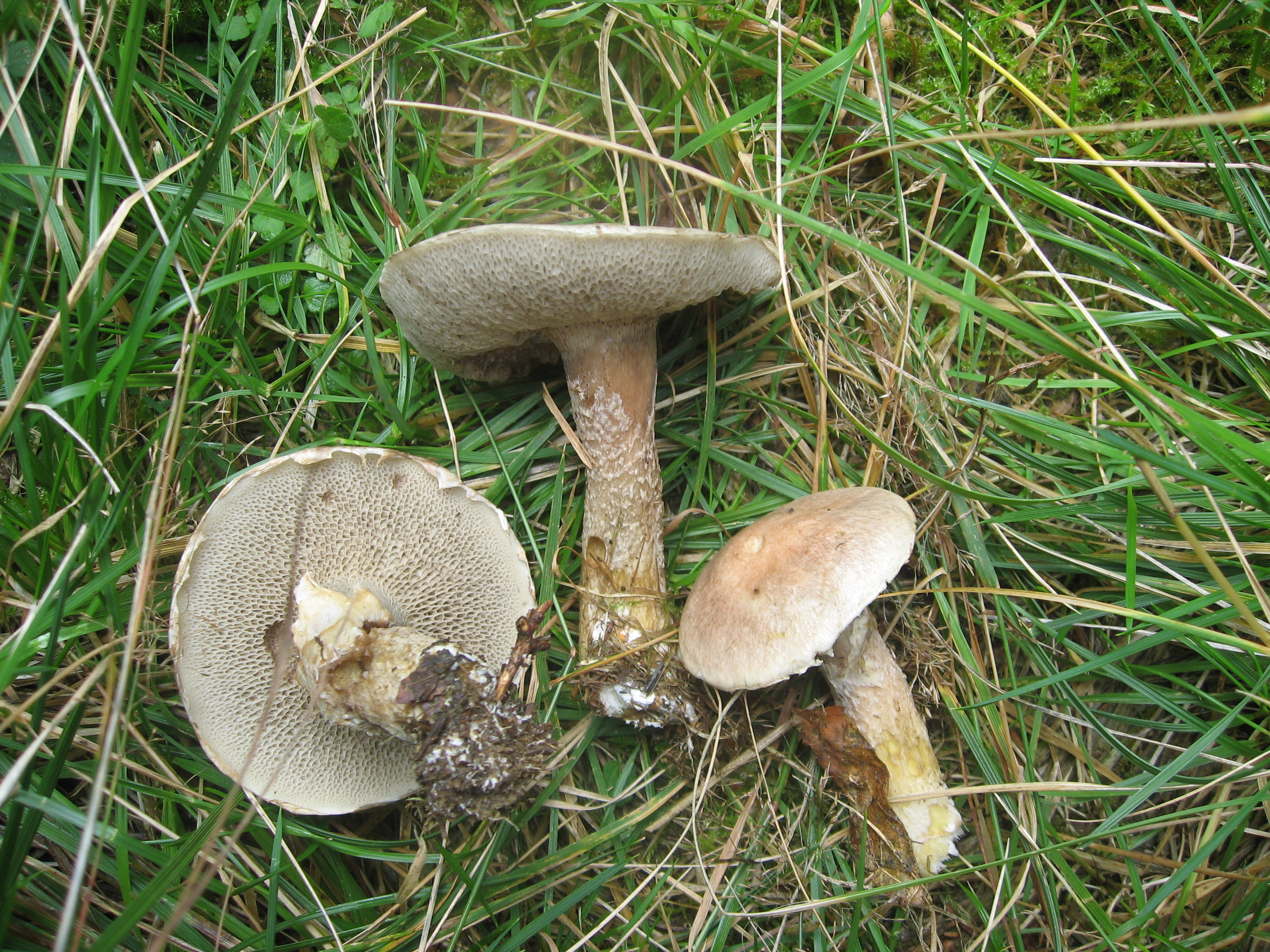
シロヌメリイグチ（Suillus viscidus）

## グイマツとの雑種
アジア北方の湿地によく生えるカラマツ属樹木にグイマツという種がある。雌親をグイマツ、雄親をカラマツとした雑種が両者の長所を受け継ぐことが分かり、苗木の特性の研究が進められてきた。カラマツは成長が速いが野ネズミの食害を受けやすい欠点があった。これに対しグイマツは野ネズミの食害は受けづらいが成長が遅い。カラマツとグイマツの一代雑種は、野ネズミの食害を受けにくく成長も速いとされている。この雑種は野ネズミへの耐性向上だけでなく、過湿耐性の向上、気象災害への耐性向上、樹形や旋回木理も改善するという。このような点から自然に枯死する確率が低くなるので、今までより低密度の植栽が可能となり各種造林作業の省力化などが見込まれている。今後はコンテナ苗生産などとの連携も考えられている。
この雑種の研究はカラマツ、グイマツともに天然分布しない北海道において特に研究が進んだ。同じような例はマツ属の一種ラジアータマツ(Pinus radiata)でも知られる。アメリカ原産のこのマツは原産地では品種改良もされず林業用の樹種としては見られていないが、移入先のニュージーランドでは徹底した品種改良の上で同国の主力の樹種として扱われている。

## 名前と分類
カラマツという名前は一説には中国（かつて唐という国があった）で描かれた針葉樹に似ているから唐松とされたという。中国においてカラマツ属（Larix、現地名：落葉松属）樹木は東北部に分布するほか、形態的によく似ているがカラマツ属ではないイヌカラマツ（Pseudolarix amabilis、現地名：金銭松）が南東部から中部にかけて分布しているが、「唐で描かれた松」がどちらを指すのかはよく分かっていない。落葉松は当て字であるが冬に落葉するという生態的な特徴から来ており、前述のように中国名でもこう呼ばれている。学名の種小名kaempferiはエンゲルベルト・ケンペル（Engelbert Kämpfer、1651-1716）への献名である。
和名の語尾にマツと付くことからしばしば誤解されるが、アカマツ（Pinus densiflora）やゴヨウマツ（Pinus parviflora）が属するマツ属（学名:Pinus）と、カラマツが属するカラマツ属（Larix）とは、同じマツ科ではあるが別属で異なる。葉の付き方が大きく異なり、またマツ属が常緑なのに対しカラマツ属は冬季に落葉する。球果の形状は両者似ているがマツ属の球果は鱗片に突起が発達する。
地方名もあり、富士山ではフジマツともいう。

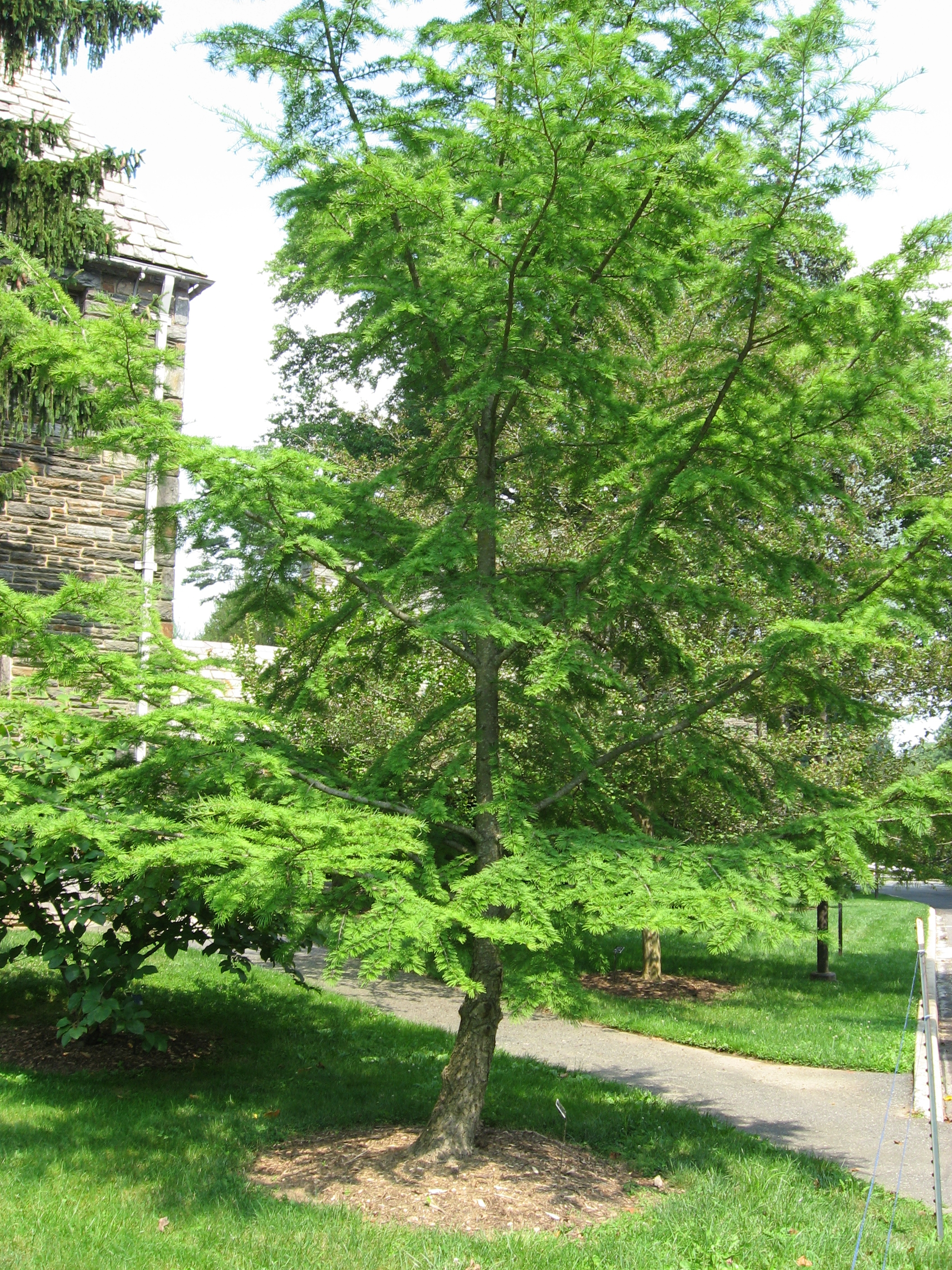
参考：中国で金銭松と呼ばれるイヌカラマツ
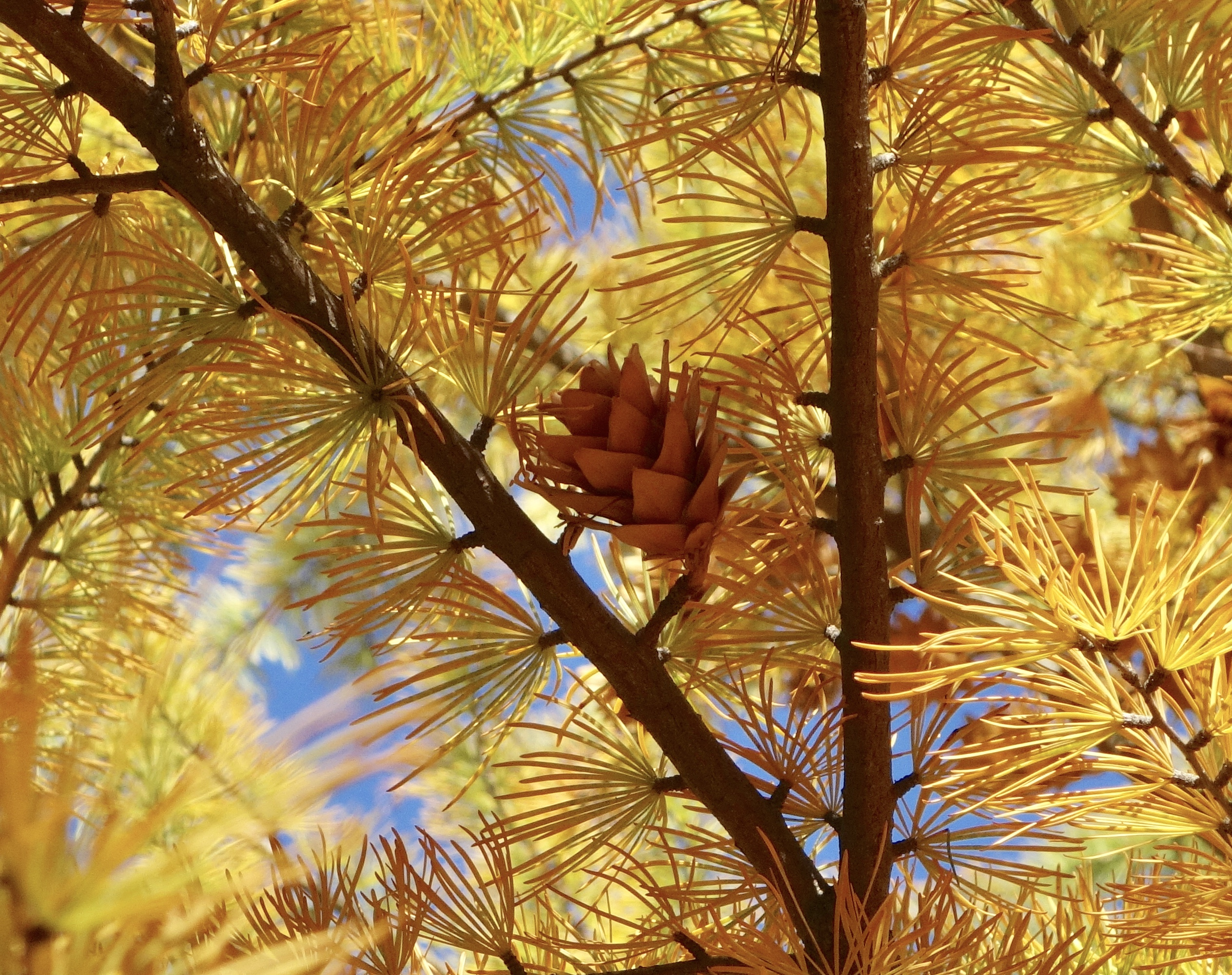
参考：イヌカラマツも黄葉し落葉する
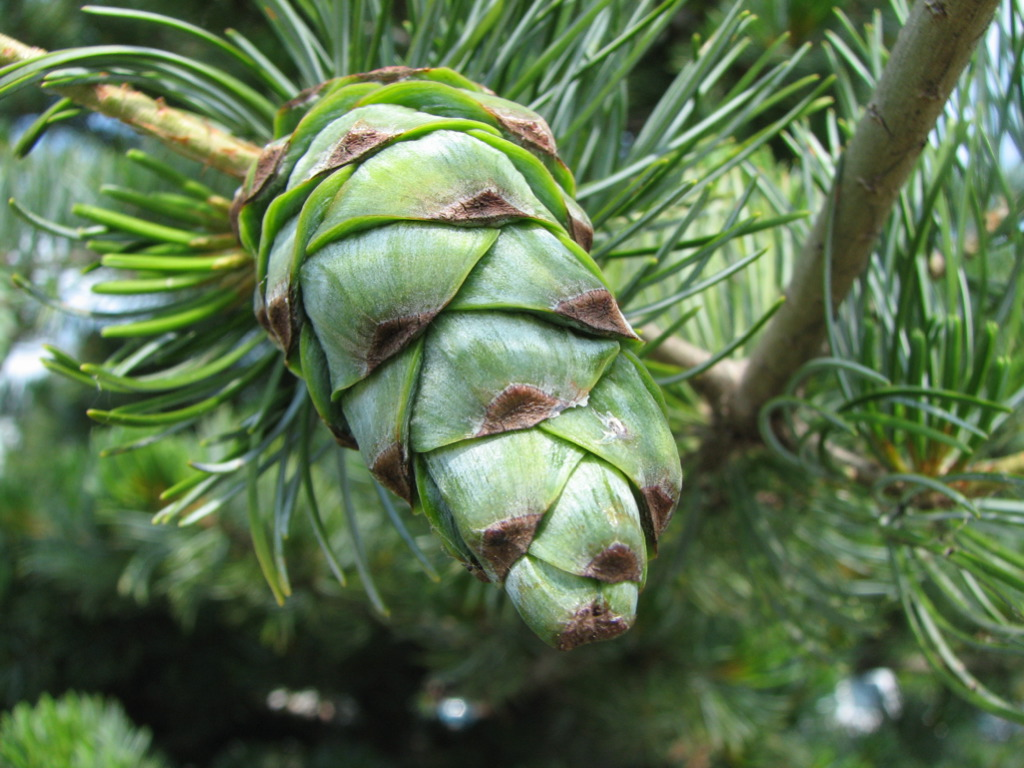
参考：マツ属の若い球果。鱗片に突起（茶色の部分）が発達する
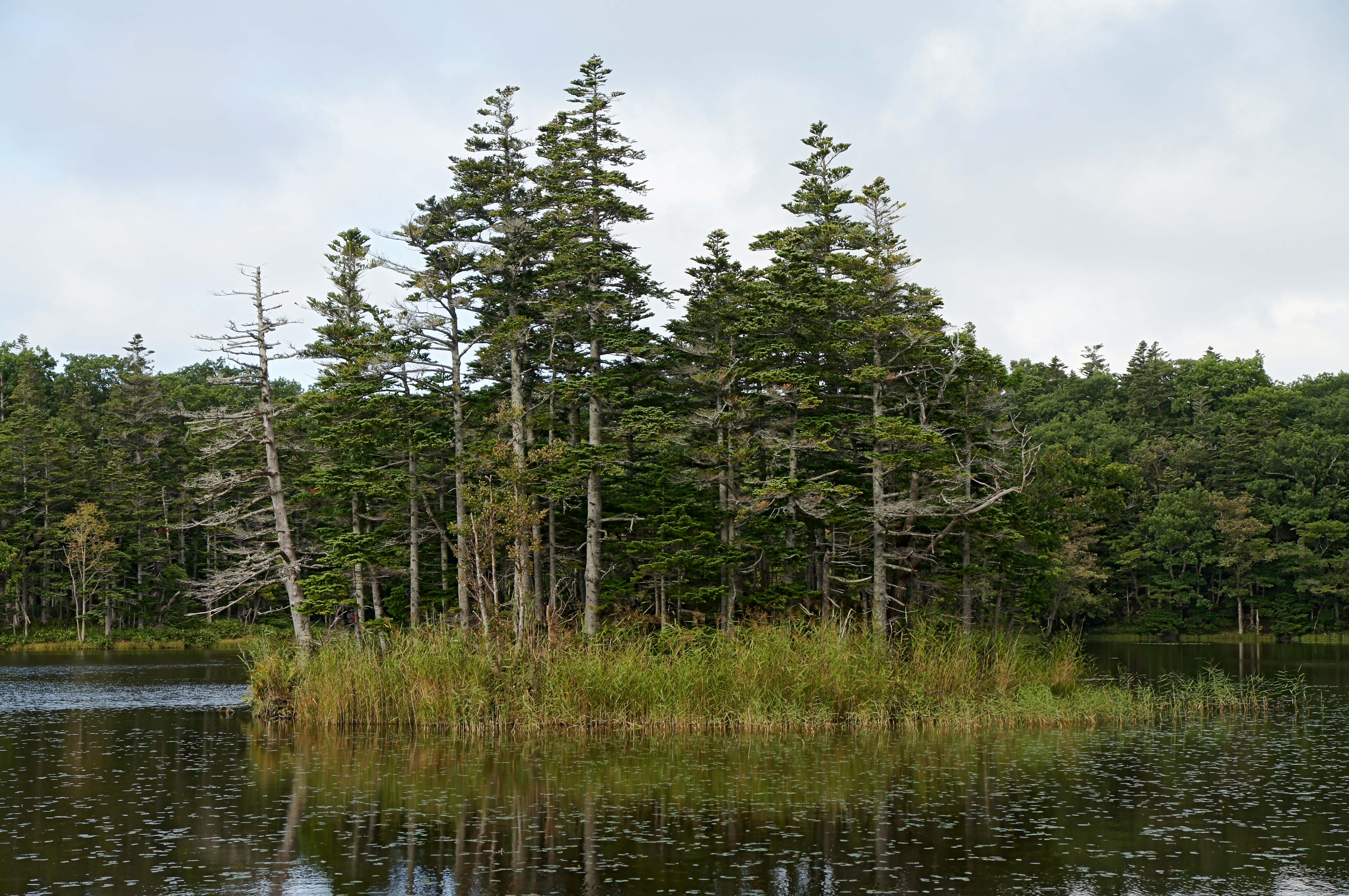
参考：トドマツ（マツ科モミ属）
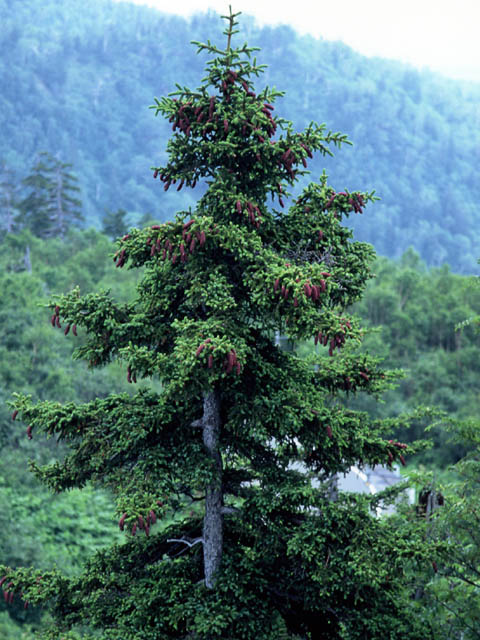
参考：エゾマツ（マツ科トウヒ属）

## 病害・食害
イギリスのデヴォンやコーンウォールなどで、エキビョウキンの一種であるカシ突然枯死病菌 Phytophthora ramorum によるカラマツの枯死が初めて発見された。この病原菌はブナ科樹木などに感染し、アメリカでは1995年以降に、この病原菌によるカシ類の突然死が発生して大きな問題となっている。
日本では、北海道でカラマツの大規模造林が行われた際に、若齢カラマツに先枯病が蔓延し、その被害の出方も猛烈さを極めるほどであった。先枯病を引き起こす原因は風で、やわらかい新梢が生育する途上で、強風にあって傷ができると、そこから病原菌となるカビの侵入によって引き起こされる。そのための対策として、強風地域に植えることを避けて、防風帯を列状に設けてその間に植栽するということが行われた。
苗木から幼齢木にかけては、動物による食害に遭いやすい。日本ではノネズミの被害が著しかった時期があり、「カラマツ造林は、ネズミのエサを山に植えているようなもの。」という林家もいた。今日では、必要に応じて殺鼠剤の利用が行われている。

## 保全状況評価
LEAST CONCERN (IUCN Red List Ver. 3.1 (2001))
IUCNレッドリストでは、1998年版で軽度懸念（Lower Risk/least concern）、2013年にも軽度懸念（Least Concern）と評価されている。
日本の環境省のレッドリストには掲載されていない。宮城県の要注目種、新潟県の地域個体群 (LP) に掲載されている。